# (3001) Michelangelo
(3001) Michelangelo (1982 BC1) – planetoida z pasa głównego asteroid okrążająca Słońce w ciągu 3,62 lat w średniej odległości 2,36 j.a. Została odkryta 24 stycznia 1982 roku w Lowell Observatory przez Edwarda Bowella. Nazwa planetoidy została nadana na cześć Michała Anioła, włoskiego artysty epoki renesansu.